# Atomwaffentestgelände Semipalatinsk

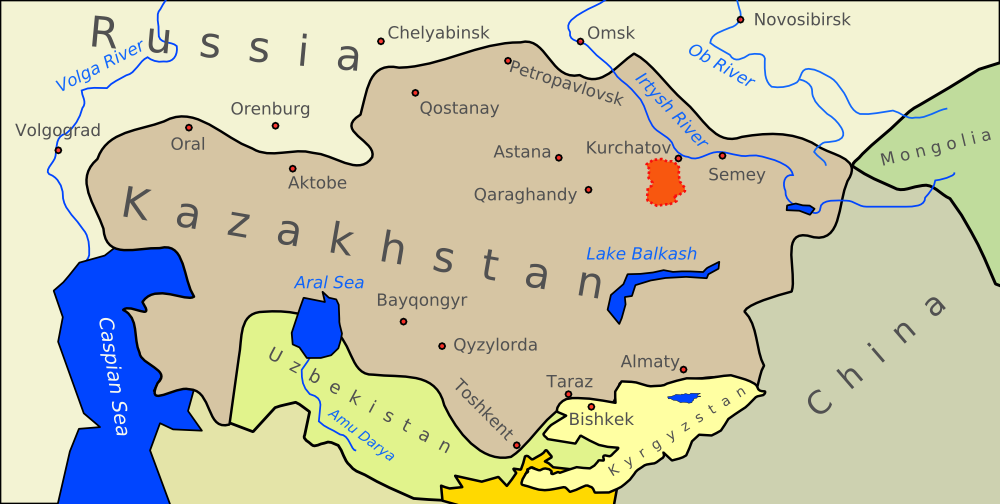
Lage des Atomwaffentestgeländes Semipalatinsk (orange markiert)

Das Atomwaffentestgelände Semipalatinsk (russisch Семипалатинский ядерный полигон Semipalatinski jaderny poligon, kasachisch Семей полигоны Semei poligony) ist ein ehemaliges Kernwaffentestgelände der Sowjetunion und liegt in Kasachstan.

## Lage und Klima
Das Atomwaffentestgelände Semipalatinsk liegt ca. 400 km östlich der Hauptstadt Astana, westsüdwestlich der Stadt Semei (russ. Semipalatinsk) in der kasachischen Steppe in 100 bis 300 m Höhe mit Gebirgszügen von bis zu 1200 m Höhe. Durch die kontinentale Lage gibt es große Differenzen zwischen Sommer- (bis 45 °C) und Wintertemperaturen (bis −50 °C) bei einem geringen Jahresniederschlag von 200 bis 300 mm.

## Geschichte des Testgeländes

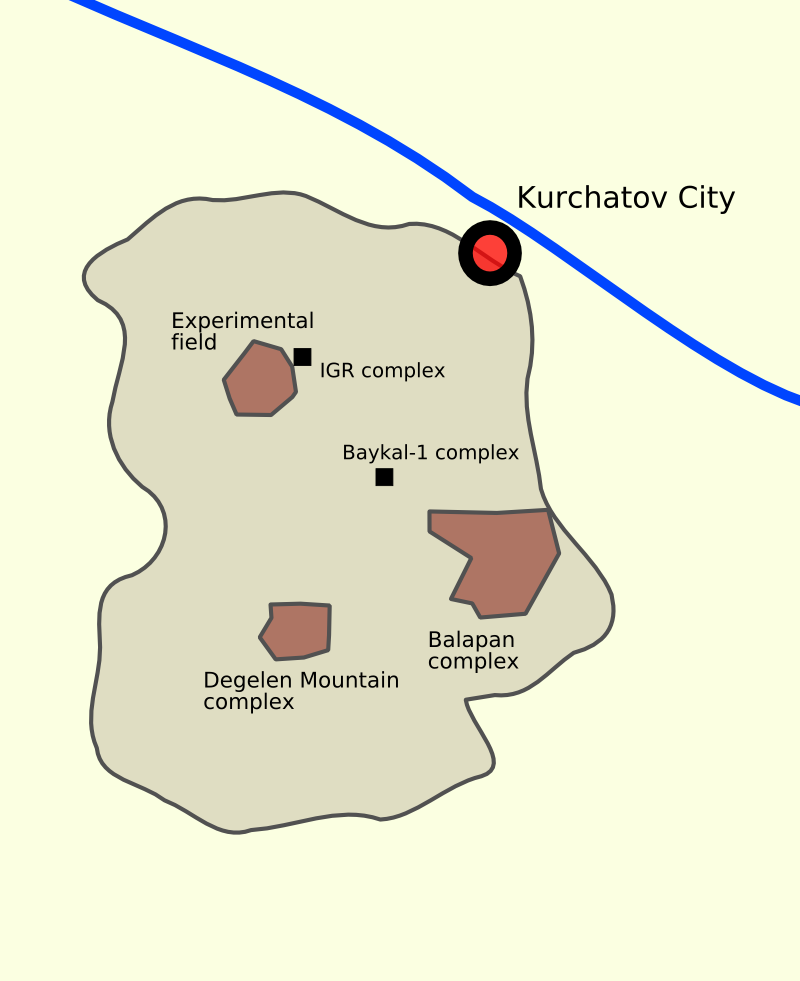
Skizze des Atomwaffentestgeländes Semipalatinsk

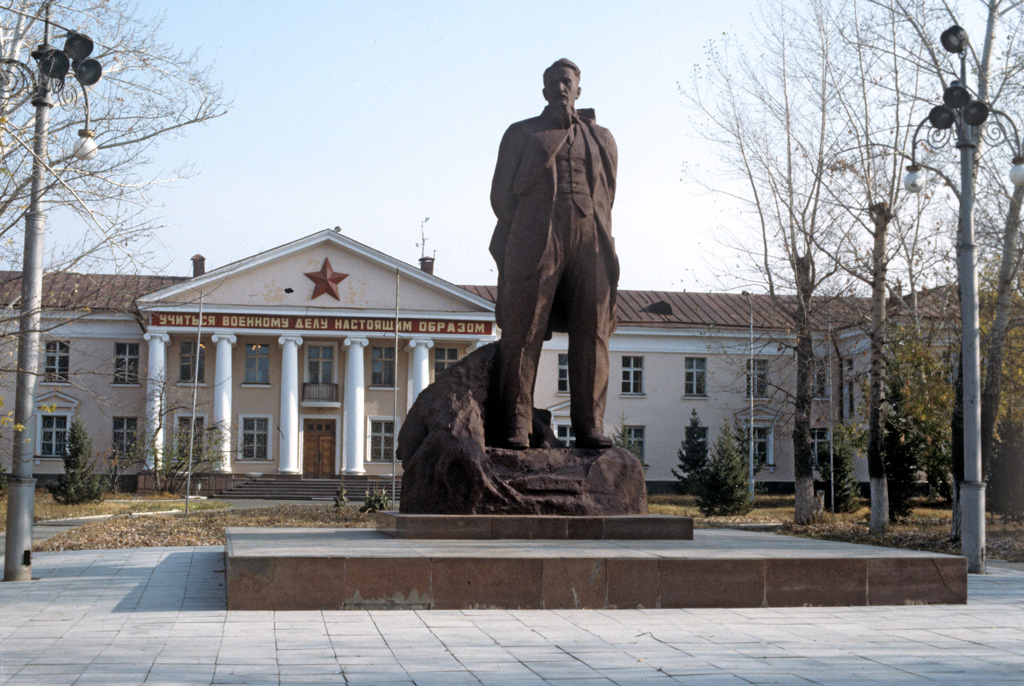
Denkmal für Igor Wassiljewitsch Kurtschatow vor einem Gebäude des Testgeländes

Während die Vereinigten Staaten vor den Abwürfen der Atombomben auf Hiroshima und Nagasaki schon 1945 den ersten Atomwaffentest auf der Alamogordo Test Range im Bundesstaat New Mexico durchgeführt hatten, zog die Sowjetunion vier Jahre später, am 29. August 1949, mit der Explosion der RDS-1 nach. Haupttestgebiet war das Atomwaffentestgelände Semipalatinsk nahe der Stadt Kurtschatow im heutigen Kasachstan, wo sich die Verwaltung des Atomwaffentestgeländes befand. Von 1949 bis 1989 wurden hier 496 nukleare Bombentests überwiegend zu militärischen Zwecken durchgeführt.
Das Testgelände in der kasachischen Steppe ca. 800 km nördlich von Almaty war nur schwer zugänglich und galt als streng geheim. Auf insgesamt ca. 18.000 km2 fanden in einer ersten Phase bis ins Jahr 1962 Explosionen in der Atmosphäre oder am Boden überwiegend im nördlichen Teil des Geländes statt, was zu einer erheblichen Strahlenbelastung der Atmosphäre führte. Ab dem Jahr 1963 wurden die Tests auf dem Gelände in Bohrlöchern und Tunneln im Balaplan-Gebiet bzw. in den Degelen-Bergen durchgeführt. 1965 entstand im Rahmen des Programms Atomexplosionen für die Volkswirtschaft der Kratersee Schagan.
Am 29. August 1991 erfolgte die Stilllegung des Atomwaffentestgeländes Semipalatinsk, 1996 wurden die Stollen versiegelt, die jedoch durch illegale Altmetallhändler wieder aufgebrochen wurden.
Mit 100 Tonnen TNT wurde am 29. Juli 2000 der letzte Tunnel auf dem Areal zum Einsturz gebracht und die frühere nukleare Nutzung des Gebiets endgültig beendet. Im Jahr 2012 war die Sicherung aller bekannten Überreste der Atomtests beendet.

## Das Testgelände heute

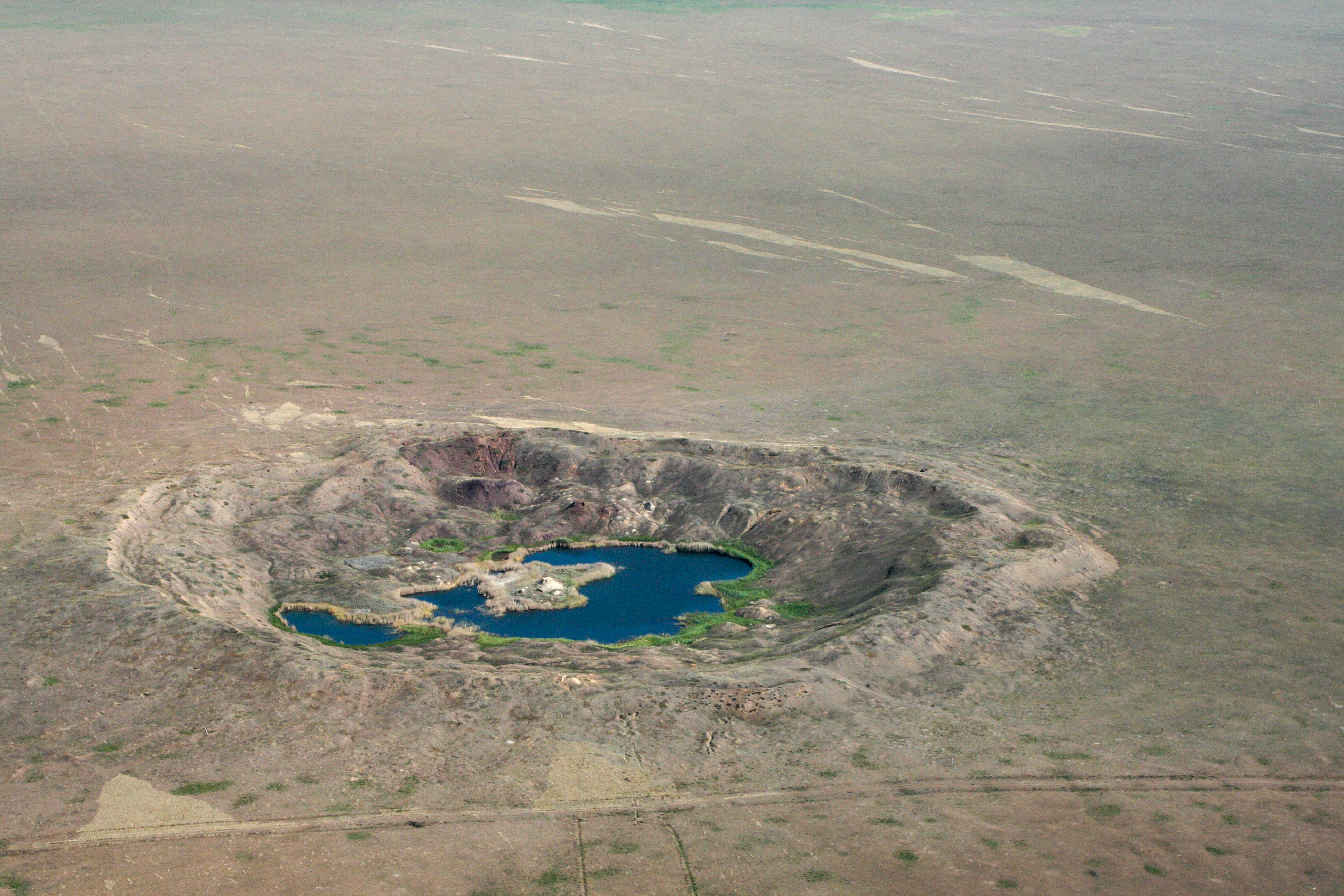
Krater und Bohrlöcher in Semipalatinsk

Das ehemalige Atomwaffentestgelände ist heute noch Sperrgebiet, jedoch ist es praktisch für jedermann zugänglich. Die für die Tests von Atombomben angelegten und größtenteils auch genutzten Stollen und Tunnel sind heute verfüllt und verschlossen. 496 Atomwaffen wurden gezündet, 113 ober- und 383 unterirdisch. Dies entspricht etwa der Sprengkraft von 2500 Hiroshima-Bomben. Die Strahlung erreichte noch 20 Jahre nach der letzten Sprengung einen Wert, der ungefähr 400 mal höher als der empfohlene Maximalwert ist.
In den anliegenden Wohnorten leiden die meisten Bewohner an diversen Krankheiten, hauptsächlich Krebs. Da es aufwändig und teuer ist, den von den Behörden für jeden Einzelfall geforderten Nachweis zu erbringen, dass die Atomtests in ursächlichem Zusammenhang mit den Krankheiten stehen, werden die meisten Betroffenen nicht als Opfer anerkannt und leben unter ärmsten Bedingungen. Die heutige Nutzung erfolgt zum Teil in Form einer extensiven Weidewirtschaft (Pferde, Ziegen). Im Südostteil des Geländes wird auch Kohle in Tagebauen abgebaut.
Aufgrund der historischen Nutzung des Geländes für Atomtests wurde am 8. September 2006 in der nahegelegenen Stadt der Vertrag von Semei geschlossen, der Zentralasien zur atomwaffenfreien Zone erklärt. Der Vertrag wurde 2009 von allen fünf Unterzeichnerstaaten ratifiziert und ist somit in Kraft.
Das Forschungszentrum Jülich unterstützte das Institute for Nuclear Physics des National Nuclear Center der Republik Kasachstan beim Monitoring des Grundwassers.
Die Vereinigten Staaten und Kasachstan vereinbarten 1997, die Brennelemente aus dem kasachischen Kernkraftwerk Aqtau in speziell entwickelten Behältern auf dem Gebiet des ehemaligen Atomwaffentestgeländes Semipalatinsk zu lagern. Im Jahr 2007 war die Überbringung nach Semipalatinsk abgeschlossen.

## Gesundheitliche Folgen
Die Bevölkerung nahe des Testgeländes litt infolge der Atomtests unter erheblichen gesundheitlichen Problemen wie erhöhten Krebsraten, genetischen Schäden, neurologischen und endokrinen Erkrankungen sowie einer spezifischen Form der Strahlenkrankheit, die als Kainar-Syndrom bekannt wurde. Obwohl interne Studien sowjetischer Wissenschaftler bereits früh schwere radioaktive Kontamination nachwiesen, wurden diese Erkenntnisse nicht öffentlich gemacht. Stattdessen wurde behauptet, die Gesundheitsprobleme der lokalen Bevölkerung seien auf schlechte Hygiene und Ernährung zurückzuführen, namentlich auf einen Vitamin-C-Mangel beziehungsweise die daraus entstehende Erkrankung Skorbut.
Die Strahlendosen für Einwohner einiger Dörfer erreichten extrem hohe Werte, etwa 4470 mSv in Dolon und 680 mSv in Kainar, was ein Vielfaches der international anerkannten Grenzwerte darstellt. Die gesundheitlichen Folgen in diesen Dörfern zeigen deutliche Parallelen zu vergleichbaren Fällen wie der Nuklearkatastrophe von Fukushima, wo ebenfalls erhöhte Erkrankungsraten infolge radioaktiver Exposition dokumentiert wurden. Auch psychische Belastungen in der Bevölkerung sind deutlich erhöht. Seit den Atomwaffentests verzeichnet die Region anhaltend hohe Suizidraten. Zudem zeigen viele Betroffene gesteigerte Werte in den Bereichen Depression, Angst sowie eine erhöhte Häufigkeit somatischer Beschwerden und Erschöpfungssymptome. Solche langfristigen negativen Auswirkungen von Nuklearkatastrophen lassen sich auch in den Fällen von Tschernobyl und Fukushima nachweisen.

### Kainar-Syndrom
Das Kainar-Syndrom bezeichnet eine lokale Variante der chronischen Strahlenkrankheit, die erstmals bei Bewohnern des Dorfes Kainar in der Nähe des Testgeländes beschrieben wurde. Das Syndrom entstand infolge der extremen radioaktiven Belastung der Region durch die oberirdischen Atomwaffentests zwischen 1949 und 1962, insbesondere durch Tests in den Jahren 1949 und 1953.

#### Klinisches Bild und Symptome
Typische Symptome des Kainar-Syndroms umfassen:
- Deutlich erhöhte Inzidenz von Krebserkrankungen (insbesondere Leukämien, Schilddrüsenkrebs)
- Genetische Anomalien und Missbildungen bei Nachkommen der betroffenen Bevölkerung
- Chronische Erkrankungen des Immunsystems und Stoffwechselerkrankungen
- Neurologische Beschwerden (u. a. kognitive Defizite, Schlafstörungen, chronische Kopfschmerzen)
- Endokrine Störungen und hormonelle Dysregulationen

Vor allem Kinder zeigten hohe Schilddrüsendosen von bis zu 13.000 mSv, was in einem signifikant erhöhten Auftreten von Schilddrüsenerkrankungen resultierte.

#### Strahlenexposition und Dosimetrie
Die Bevölkerung in Kainar war außergewöhnlich hohen Strahlendosen ausgesetzt. Die akkumulierte effektive Dosis wurde mit etwa 680 mSv angegeben, wobei jedoch einzelne Organbelastungen (z. B. Schilddrüse, Knochenmark) deutlich höher lagen.
Vergleiche mit der Nuklearkatastrophe von Fukushima zeigen, dass die gesundheitlichen Effekte konsistent mit den dort beobachteten Folgen niedrigerer Expositionswerte sind, womit die klinischen Beobachtungen des Kainar-Syndroms durch internationale Forschung gestützt werden.

#### Wissenschaftliche Einordnung
Das Kainar-Syndrom gilt heute als eines der deutlichsten Beispiele für die gesundheitlichen Folgen von Atomwaffentests und demonstriert zugleich den Zusammenhang zwischen kolonialistischer Ignoranz gegenüber lokaler Bevölkerung und langfristigen gesundheitlichen Schäden. Obwohl die Krankheit in der kasachischen und internationalen Strahlenmedizin als exemplarisch für radiogene Schäden angesehen wird, fehlt bis heute eine umfassende Anerkennung und Entschädigung der Opfer seitens offizieller Behörden.